# Legacy of Kain: Defiance
Legacy of Kain: Defiance is een videospel voor het platform Sony PlayStation 2. Het spel werd uitgebracht in 2003. 